# Diapasão

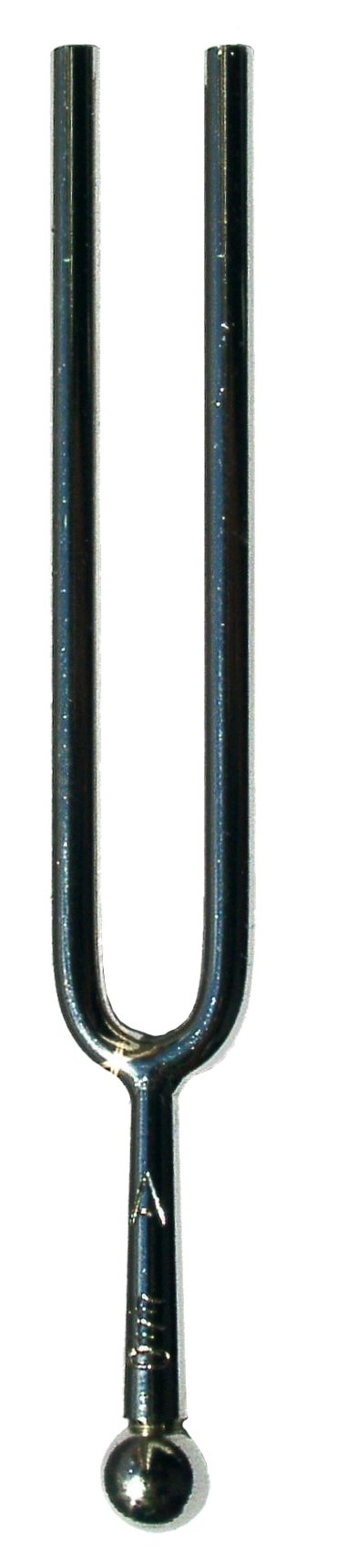
Um diapasão

Diapasão (da locução grega  'διὰ πασῶν τῶν χορδῶν', transl. diá pasón tón chordón: 'através de todas as cordas [da oitava musical]', pelo latim diāpaāson, no sentido de 'escala musical dos sete tons' ) é um pequeno instrumento metálico, em forma de U montado sobre um cabo, que, posto em vibração, produz um som de  determinada altura, que serve para afinar instrumentos e vozes. Foi inventado em 1711, pelo músico John Shore (1662–1752),  alaudista e trompetista de Georg Friedrich Haendel.
O diapasão é afinado em uma determinada frequência (atualmente, a mais comum é o Lá de 440 Hz). Quando uma das extremidades do U é golpeada contra uma superfície, as duas extremidades vibram, produzindo a nota que será utilizada para afinar o instrumento musical. Em geral, é necessário encostar a outra extremidade na caixa de ressonância do instrumento para amplificar seu som e permitir que seja ouvido à distância. O mesmo efeito pode ser conseguido se uma das extremidades do diapasão for encostada à caixa craniana, perto da orelha. Com as mesmas finalidades, existe também o diapasão de sopro, normalmente utilizado para afinar guitarras e outros instrumentos de cordas. Esses diapasões são como pequenas gaitas, que têm uma palheta afinada para a altura de cada corda do instrumento a ser afinado. Essas pequenas gaitas, são conhecidos por  lamiré,  forma aglutinada das notas "lá", "mi" e "ré". Daí a expressão "dar um lamiré", que significa 'dar um sinal que dê começo a uma atividade'. 
O diapasão permite determinar a característica de um som no que se refere à frequência de vibração das ondas sonoras. Os sons agudos têm frequências mais altas do que os sons graves. Quando um violinista afina seu instrumento, ajusta cada corda de maneira que vibrem um certo número de vezes por segundo. Na realidade, a maioria dos sons que ouvimos é uma mistura de várias frequências. Os sons produzidos por um instrumento musical, um apito ou uma sirene têm várias frequências ao mesmo tempo. A frequência mais baixa, chamada fundamental, é considerada a frequência da nota musical. A fundamental é produzida pela vibração do objeto, de acordo com o comprimento, massa e outras características físicas. As frequências mais altas, chamadas harmônicas, são produzidas por vibrações secundárias desse corpo. As frequências harmônicas são múltiplos inteiros da frequência fundamental.